# 甲磺酸铋
甲磺酸铋是铋的甲磺酸盐，化学式为Bi(CH3SO3)3，它可由铋和甲磺酸在硝基甲烷中超声反应得到，或通过三氧化二铋和甲磺酸酐在140 °C反应制得：
Bi2O3 + 3 (CH3)2S2O5 → 2 Bi(CH3SO3)3
它可以在碱性溶剂（如DMF）中溶解。它受热分解，经BiO(CH3SO3)得到Bi2(SO4)3。它和铅在通电下发生置换反应，可以得到海绵铋。